# Union Internationale des Guides et Scouts d’Europe
Die Union Internationale des Guides et Scouts d’Europe (UIGSE; auch Union Internationale des Guides et Scouts d’Europe – Fédération du Scoutisme Européen, UISGE-FSE) ist ein internationaler christlicher Pfadfinderverband, in dem sich Mitgliedsverbände aus sechzehn europäischen Ländern, aus Argentinien und aus Kanada mit etwa 70.000 Angehörigen zusammengeschlossen haben. Der Verband mit Sitz in Château-Landon (Frankreich) ist vom Päpstlichen Rat für die Laien als Laienorganisation anerkannt und besitzt Beraterstatus beim Europarat.
Als eigenständiger internationaler Verband ist die UISGE kein Mitglied der World Organization of the Scout Movement oder der World Association of Girl Guides and Girl Scouts. Mit etwa einem Drittel der Mitglieder beeinflusst der französische Verband Association des Guides et Scouts d’Europe wesentlich die Entwicklung des Gesamtverbandes.

## Pfadfinderarbeit

### Inhalte
In ihrer Pfadfinderarbeit beruft sich die UIGSE auf die ursprünglichen Ideen von Baden-Powell und lehnt große Teile der Modernisierungen seit 1960 ab. Innerhalb des Verbandes sind die zentralen Elemente wie Pfadfindergesetz und Pfadfinderversprechen einheitlich geregelt.
Ein Schwerpunkt der Arbeit ist die religiöse Bildung. Die UIGSE befürwortet eine geschlechtsspezifische Erziehung und setzt auf die „differenzierte Erziehung von Mädchen und Jungen innerhalb der unterschiedlichen Gruppen als einen wesentlichen Punkt ihrer Pädagogik“.

### Konfessionelle Zusammensetzung
Die UIGSE versteht sich als katholischer Verband, der aber in bestimmten Fällen auch Verbände anderer christlicher Konfessionen aufnimmt. In Deutschland und Kanada gehörten ihr mit Stand von Januar 2018 katholische und evangelische, in Bulgarien und Russland orthodoxe, in Rumänien katholische und orthodoxe Pfadfinderschaften an. Eine Grundregel des Verbandes ist es, keine gemischt-konfessionellen Gruppen zu bilden, um Glaubenszweifel und -vermischung zu verhindern.

## Geschichte
Am 1. November 1956 schlossen sich in Köln der deutsche Bund Europäischer Pfadfinder und französische Pfadfindergruppen zur Fédération du Scoutisme Européen (FSE) zusammen. In den folgenden Jahren entstanden weitere nationale Verbände in der FSE.
Anfang der 1970er Jahre kam es innerhalb der FSE zum Konflikt um die religiöse Bindung der Gruppen. Zwei nationale Verbände, die eine einheitliche Festlegung ablehnten, wurden deshalb aus der FSE ausgeschlossen. Um diese Konflikte zu regeln, wurden 1978 die Statuten des FSE überarbeitet und der Name in Union Internationale des Guides et Scouts d’Europe – Fédération du Scoutisme Européen geändert. Während dieses Veränderungsprozesses verließen weitere Gruppen, unter ihnen auch der Bund Europäischer Pfadfinder, den Verband und gründeten mit den zuvor ausgeschlossenen die Confédération Européenne de Scoutisme.
Mit den neugefassten Statuten hatte die UISGE den Grundstein für das weitere Wachstum gelegt. In den folgenden Jahren entstanden in allen größeren westeuropäischen Staaten neue Gruppen, nach der Öffnung des Eisernen Vorhangs weitete die UISGE ihrer Tätigkeit auch in den ehemaligen Ostblock aus.

## Rezeption
Für das 2016 von Papst Franziskus gegründete Dikasterium für Laien, Familie und Leben lobte dessen Präfekt Kardinal Kevin Farrell 2017 die UIGSE wegen ihrer religiösen Tätigkeit im Vorjahr.

## Mitgliedsverbände
Stand: 2017
| Land                   | Verband | Gründungsjahr | Mitgliedszahl (geschätzt; Stand 2010) | Mitgliedsstatus |
| ---------------------- | --- | ------------- | ------------------------------------- | --------------- |
| Belarus                | Katalickija Skautki i Skauty FSE                                                                               |               | 115                                   | Anwärter        |
| Belgien                | Guides et Scouts d’Europe – Belgique (GSE-B) Europascouts en Gidsen – België (ESG-B)                           | 1960          | 1.300                                 | Vollmitglied    |
| Brasilien              | Exploradores do Brasil - Escoteirismo Católico                                                                 |               |                                       | Beobachter      |
| Deutschland            | Evangelische Pfadfinderschaft Europas (EPE, protestantisch)                                                    | 1977          | 300                                   | Vollmitglied    |
| Deutschland            | Katholische Pfadfinderschaft Europas (KPE, katholisch)                                                         | 1976          | 2.500                                 | Vollmitglied    |
| Frankreich             | Association des Guides et Scouts d’Europe (AGSE)                                                               | 1958          | 30.000                                | Vollmitglied    |
| Italien                | Associazione Italiana Guide e Scouts d’Europa Cattolici della FSE (AIGSEC-FSE)                                 | 1976          | 20.000                                | Vollmitglied    |
| Kanada                 | Association Evangélique du Scoutisme au Québec Inc. (protestantisch)                                           | 1982          | 300                                   | Anwärter        |
| Kanada und USA         | Federation of North American Explorers (katholisch)                                                            | 1999          |                                       | Anwärter        |
| Litauen                | Lietuvos Nacionalinė Europos Skautų Asociacija (LNESA)                                                         | 1992          | 300                                   | Anwärter        |
| Luxemburg              | Europa Scouten vu Lëtzebuerg                                                                                   |               |                                       | Anwärter        |
| Mexiko                 | Movimiento Scout Católico Mexicano                                                                             | 2011          | 100                                   | Beobachter      |
| Niederlande            | Europascouts en Gidsen Nederland                                                                               |               |                                       | Anwärter        |
| Österreich             | Katholische Pfadfinderschaft Europas – Österreich (KPE-Ö)                                                      | 1981          | 150                                   | Vollmitglied    |
| Polen                  | Stowarzyszenia Harcerstwa Katolickiego „Zawisza“ (SHK Zawisza)                                                 | 1982/1990     | 1.700                                 | Vollmitglied    |
| Portugal               | Associação das Guias e Escuteiros da Europa – Portugal (AGEE)                                                  | 1979          |                                       | Vollmitglied    |
| Rumänien               | Cercetaşii Creştini Români din Federaţia Scoutismu-lui European (ACCR-FSE)                                     | 1991          | 500                                   | Vollmitglied    |
| Russland               | ORYuR (Interregion Association of Russian Orthodox Scouts ORUR)                                                | 1990          | 2.500                                 | Assoziiert      |
| Schweiz                | Schweizerische Pfadfinderschaft Europas (SPE) Scoutisme Européen Suisse (SES) Scautismo Europeo Svizzero (SES) | 1977          | 250                                   | Vollmitglied    |
| Slowakei               | Združenie Katolíckych Vodkýň a Skautov Európy na Slovensku (ZKVSES)                                            |               |                                       | Anwärter        |
| Spanien                | Asociación de Guías y Scouts de Europa (AGSE)                                                                  | 1978          | 500                                   | Vollmitglied    |
| Tschechien             | Asociace skautek a skautů Evropy (ASSE)                                                                        |               | 50                                    | Anwärter        |
| Ukraine                | Katolickije Skautsvo Evropi                                                                                    |               |                                       | Anwärter        |
| Vereinigtes Königreich | Guides and Scouts of Europe                                                                                    |               |                                       | Beobachter      |